# Tirpersdorf
Tirpersdorf – gmina w Niemczech, w kraju związkowym Saksonia, w okręgu administracyjnym Chemnitz, w powiecie Vogtland, siedziba związku gmin Jägerswald.